# Onslow (Australia)
Onslow – miasto w Australii, w stanie Australia Zachodnia, nad Oceanem Indyjskim.